# Элеокарповые
Элеокарповые, или Маслоплодниковые (лат. Elaeocarpaceae) — семейство двудольных растений, входящее в порядок Кисличноцветные. Состоит из двенадцати родов, объединяющих около шестисот видов деревьев и кустарников.
Представители семейства — большей частью вечнозелёные растения. Они распространены в тропических, субтропичских и, в меньшей степени, умеренных областях планеты.
Ареал семейства охватывает Мадагаскар, Юго-Восточную Азию, Восточную Австралию, Новую Зеландию, Антильские острова, Чили и Аргентину.

## Роды
- Aceratium
- Aristotelia — Аристотелия. Невысокие кустарники из Австралии, Новой Зеландии и Южной Америки.
- Crinodendron — Кринодендрон
- Dubouzetia
- Elaeocarpus typus — Элеокарпус. Наиболее известный вид этого рода: Elaeocarpus angustifolius — Голубой квандонг, или Голубое мраморное дерево, или Голубая фига
- Peripentadenia
- Platytheca
- Sericolea
- Sloanea — Слоунеа
- Tetratheca
- Tremandra
- Vallea